# Maga Dolok
Maga Dolok is een bestuurslaag in het regentschap Mandailing Natal van de provincie Noord-Sumatra, Indonesië. Maga Dolok telt 563 inwoners (volkstelling 2010).